# Petušinskij rajon
Il Petušinskij rajon (in russo Петушинский район?) è un rajon dell'Oblast' di Vladimir, nella Russia europea, il cui capoluogo è Petuški. Istituito il 12 luglio 1929, il rajon ricopre una superficie di 1.692 chilometri quadrati ed ospita una popolazione di circa 63.000 abitanti.